# أصوات الفقراء
كان أصوات الفقراء بمثابة محاولة من البنك الدولي في التسعينيات وخلال عام 2000 لجمع تجارب الفقراء حول العالم. استُخدم الاسم في التقارير التي نُشرت عن هذا النشاط. تضمت هذه المحاولة شقين: الشق الأول بحث مبدئي باستخدام تقييم الفقر التشاركي في 23 دولة، واستعراض تقييمات الفقر التشاركية والأبحاث التشاركية الأخرى. سُمي المشروع في البداية بـ «مشاورات مع الفقراء»، ولكن تغير في أواخر عام 1999 ليصبح «أصوات الفقراء».
كما ساهمت أصوات الفقراء في تقرير التنمية في العالم لعام 2000.

## إصدارات
المجلدات الثلاثة من الكتب المنشورة كجزء من المشروع هي:
- هل يسمعنا أحد؟ (د. نارايان، ر. باتيل، ك. شافت، أ. راديماخر، اس. كوش شولت، 2000)، الذي يبحث في 81[3] تقييم فقر تشاركي أجراهم البنك الدولي خلال التسعينيات، وتتضمن أصوات أكثر من 40,000 شخص في 50 دولة
- نصرخ للتغيير (د. نارايان، ر. شامبرز، م. شاه، ب. بيتش، 2000)، الذي ينظر في العمل الميداني المنجز في عام 1999 بمشاركة أكثر من 20,000 شخص في 23 دولة
- من بلدان شتى (د. نارايان، ب. بيتش، 2000[4])، التي تشمل الأنماط الإقليمية ودراسات الحالة القطرية من عام 1999[5]